# Burg Süpplingenburg

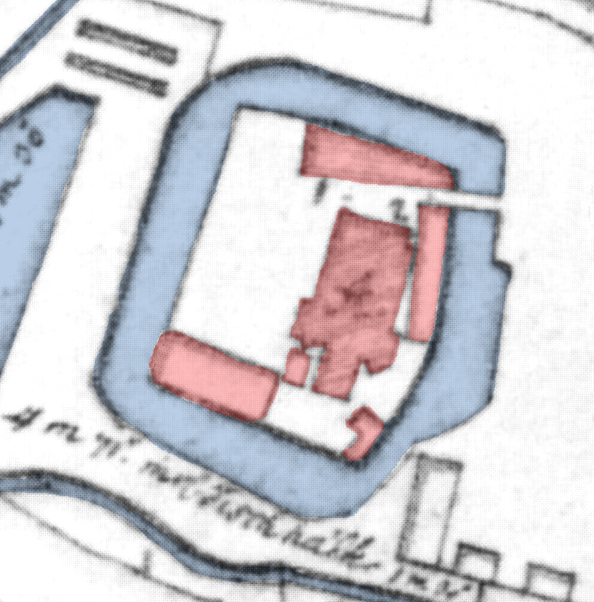
Burg Süpplingenburg auf einer Karte von 1764, im Zentrum die St.-Johannis-Kirche

Die Burg Süpplingenburg ist eine abgegangene mittelalterliche Sumpfburg in Süpplingenburg im Landkreis Helmstedt in Niedersachsen.
Die  Burg war Stammsitz von Lothar III. als Herzog von Sachsen und späterer Kaiser des römisch-deutschen Reiches. Von der Burganlage hat sich nur die St.-Johannis-Kirche erhalten.

## Lage
Die Burg entstand zwischen den Orten Königslutter und Helmstedt auf einer Insel in der Schunter. Heute befindet sie sich am westlichen Ortsrand von Süpplingenburg in der Niederung der Schunter. Nahe der Burg führte der „Salzweg“ als alter Nord-Süd-Handelsweg vorbei. Ab dem 11. Jahrhundert wurde er hier vom Ost-West-Handelsweg von Braunschweig nach Magdeburg gekreuzt. Wahrscheinlich bestand beim Bestehen der Burg bereits die einen Kilometer entfernte Grubenhaussiedlung am Petersteich, die um das Jahr 1200 wüst fiel. Der Ort Süpplingenburg bildete sich erst später als Ansiedlung an der Burg.

## Baubeschreibung
Das ursprüngliche Aussehen der Burg ist nicht bekannt. Die erste bildliche Darstellung ist ein Merian-Stich von 1653, der vor allem die Johanniskirche auf dem Burghof zeigt. Erste Lagepläne datieren aus den Jahren 1747, 1764 und um 1800. Über die Anlage liegen kaum schriftliche Unterlagen vor, da das Archiv der Komturei bei einem Brand im Jahre 1615 vernichtet wurde.
Bei der Burg handelte es sich um eine quadratische Anlage mit den Ausmaßen von 70 × 70 Meter. Da keine Baureste mehr vorhanden sind, lässt sich ihre Ausdehnung anhand des Höhenniveaus des Geländes rekonstruieren. Merian beschrieb die Burg als von einer hohen Ringmauer und einem breiten Wassergraben umgeben, den die Schunter speist. Der Zugang erfolgte über eine Zugbrücke und ein befestigtes Tor. Die Burggebäude waren von innen an die Ringmauer angesetzt. Dazu gehörten Herrschafts-, Verwaltungs- und Wirtschaftsgebäude. Auf dem Burghof stand die Johannis-Kirche mit einem Kreuzgang, ein im Kern romanischer Bau. Nördlich gab es eine Vorburg mit einem Wirtschaftshof.
Um 1875 wurden wegen zunehmenden Verfalls alle Burggebäude und die Befestigungsmauern abgerissen und der Wassergraben zugeschüttet. Heute ist die Stelle kaum als frühere Burg erkennbar, jedoch befinden sich von ihr noch Reste im Erdboden, was bei Ausgrabungen 1964 festgestellt wurde. Die Kirche blieb als letzter baulicher Rest der Burg erhalten. Nach dem Gebäudeabriss auf dem Burggelände entstanden gegen Ende des 19. Jahrhunderts Neubauten wie ein Herrenhaus, Ställe, Scheunen und Arbeiterwohnungen. Sie stellen den heutigen Gebäudebestand dar und bilden, ebenso wie die vorherige Burgbebauung, ein Rechteck um die Kirche.

## Geschichte
Die Süpplingenburg gehörte zu einer Burgenkette entlang der Schunter. Ihre Entstehung, möglicherweise durch Hervorgehen  aus einem fränkischen Königsgut, wird im 10. Jahrhundert angenommen. Im 11. Jahrhundert war die Burg im Besitz des Grafen Gebhard von Haldensleben. Sein Sohn Lothar III. nannte sich nach der Burganlage als Lothar von Süpplingenburg. Um 1130 wandelte er die Süpplingenburg in einen Kanonikerstift um. Er legte 1130 den Grundstein der Stiftskirche St. Johannis, die 1140 vollendet wurde. Wahrscheinlich schenkte sein Enkel Heinrich der Löwe Burg und Stift 1173 dem Templerorden, nachgewiesen ist es aber erst für das Jahr 1245. Die Komturei war lange Zeit Stammsitz des letzten Oberhaupts der deutschen Ordensprovinz, Friedrich von Alvensleben, bevor er nach Zielenzig übersiedelte. Nach der Auflösung des Templerordens 1312 durch Papst Klemens V. kam die Süpplingenburg an die Braunschweiger Herzöge. Im Jahre 1357 übergab Herzog Magnus die Kommende Süpplingenburg an den Orden der Johanniter, in dessen Besitz sie bis 1820 als Komturei blieb.

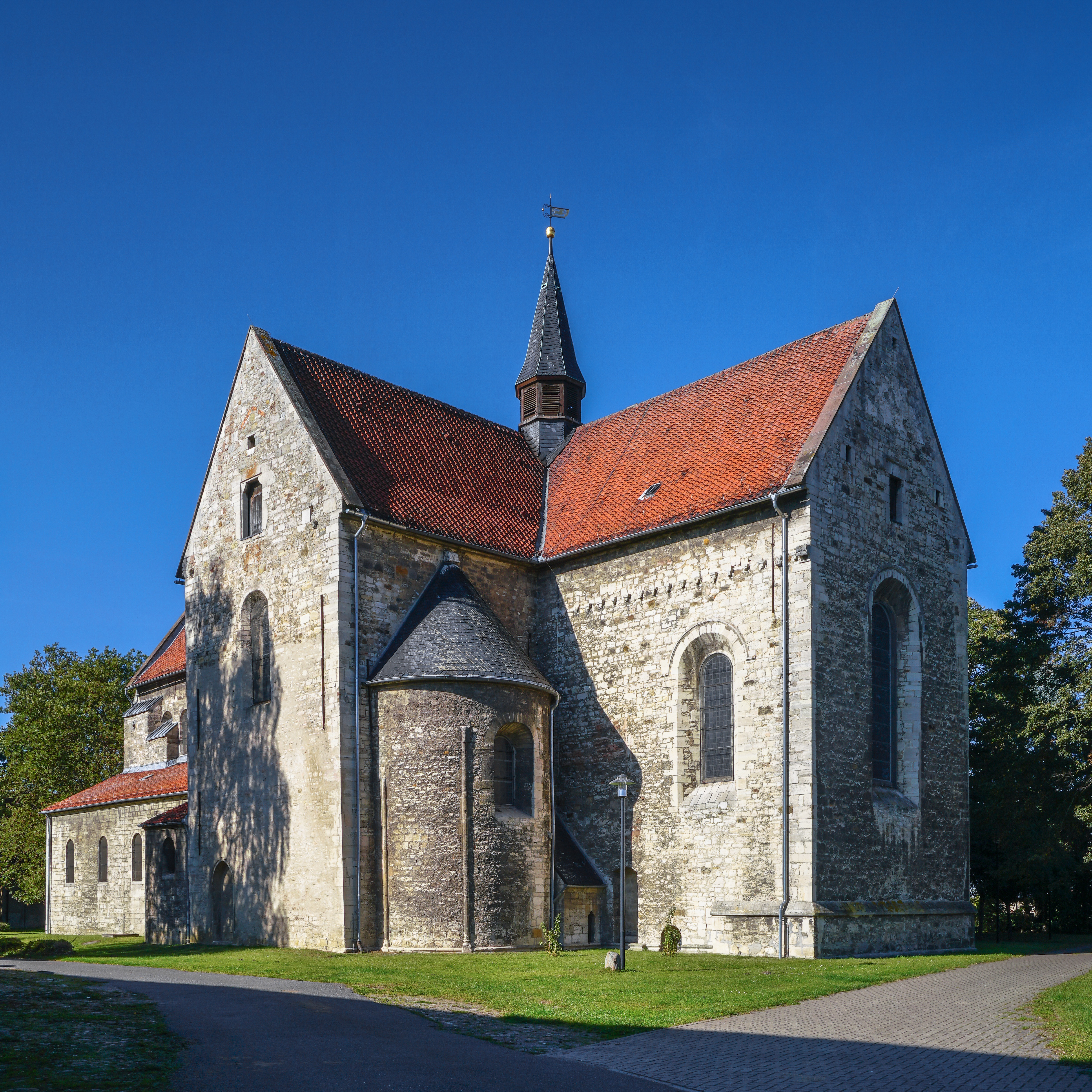
Die St.-Johannis-Kirche heute

1432 kam es zu Zerstörungen an der Burg im Krieg der Herzöge Wilhelm I. und Heinrich II. 1517 soll der Ablassprediger Johann Tetzel einen Geldkasten auf der Burg stehen gelassen haben.
Während der Reformation wurden die Süpplingenburg und das umliegende Gebiet 1542 durch die Schmalkaldischen Bundesgenossen eingenommen. Die Johanniter-Komturei konnte unter der Bedingung weiterbestehen, dass sie dem Schmalkaldischen Bund treu blieb.
Im Jahr 1615 entstand beim Destillieren von Kräutern im Residenzgebäude der Burg ein Brand, der das Haus vernichtete, das 1697 teilweise wieder aufgebaut wurde. Im Dreißigjährigen Krieg widerstand die Süpplingenburg durch ihre hohen Mauern und breiten Gräben allen Angriffen. Lediglich die Vorburggebäude fielen 1641 Brandschatzungen und Plünderungen zum Opfer.
1820 kam das Burggelände als landwirtschaftliche Staatsdomäne an das Herzogtum Braunschweig. Der bauliche Zustand der Kirche war so schlecht, dass ein Abriss erwogen wurde. Bereits um 1420 war sie teilweise eingestürzt. Von 1838 bis 1843 erfolgte eine umfangreiche Renovierung der Kirche, die seither als Pfarrkirche genutzt wird. Heute ist sie Bestandteil der Straße der Romanik. Innerhalb der Kirche wurden 1967 Ausgrabungen durchgeführt, die zum Auffinden von Münzen, Sarggriffen sowie gotischen Architekturteilen führte. 1975 kam es durch die Universität Braunschweig im Auftrag des Dezernates Denkmalpflege beim Niedersächsischen Landesverwaltungsamt zu archäologischen Untersuchungen im näheren Umfeld der Kirche.